# The Skinny Years... Before We Got Fat
The Skinny Years... Before We Got Fat è una raccolta del gruppo punk rock Strung Out, contenente le tracce scritte prima della firma con la Fat Wreck Chords, quando ancora il chitarrista Jake Kiley ed il batterista Jordan Burns non erano parte della band. Fu pubblicato il 15 maggio 1994 dalla Fat Wreck Chords.

## Tracce
1. Thru Your Fingers
2. Mike's Song
3. Support Your Troops
4. Damned
5. Perfect World
6. Lies
7. I Am Not Afraid
8. Strung Out
9. DisneyLand
10. Childish Games
11. I Remember When
12. I Awake
13. Adam-12

## Formazione
- Jason Cruz - voce
- Rob Ramos - chitarra
- Jim Cherry - basso
- Adam Austin - batteria